# دهستان ویرمونی
دهستان ویرمونی یکی از دهستان‌های استان گیلان است که در بخش مرکزی شهرستان آستارا واقع شده‌است. گرچه زبان آذری در ویرمونی همانند سایر بخش های آستارا رواج دارد اما باشندگان این خطه طالشی هستند و به زبان طالشی شمالی تکلم می کنند.

## ریشه نام
ویر مصدر فعل به یاد داشتن به زبان باشندگان طالشی است. که به همراه پسوند مونی یعنی ماندن معنای به یادماندنی را می دهد.

## دهستان ویرمونی
دهستان ویرمونی به همراه دهستان حیران جزو بخش مرکزی  شهرستان آستارا می‌باشند که بیش از ۳/۴ جمعیت شهرستان آستارا را شامل می‌شود.

## روستاهای دهستان ویرمونی
دهستان ویرمونی روستاهای آستارا از قبیل خشک دهنه ، باغچه سرا ، بی بی یانلو ، قلعه ، بیجاربین ، عنبران محله ، عسکرآباد ، لمیرمحله ، شیخ علی محله ، شیخ محله ، ویرمونی ، عباس آباد ، هودول ، تله خان ، دربند ، کشفی ، خانبلاغی ، شونده چولا ، ترک محله ، خانه‌های اسیاب ، عوض‌لر صیادلر ، جبرئیل محله ، شونان ، برزنا را شامل می‌شود.